# 马山县站
马山县站（工程名马山站）位于中华人民共和国广西壮族自治区南宁市马山县，是贵南高速铁路上的一座铁路车站，于2023年8月31日随贵南高铁荔波至南宁段开通而投入使用，车站规模为2台4线。